# Commission électorale nationale indépendante pour la transition
La Commission électorale nationale indépendante pour la transition (CENI-T) est structure indépendante malgache mise en place par la loi n° 2012-004 du 1er février 2012 pour organiser et superviser les opérations électorales à Madagascar.

## Missions
Les principales missions du CENI-T sont :
- Organiser et superviser les opérations électorales ;
- Traiter et publier les résultats provisoires des élections ;
- Faire respecter la législation électorale sur l’ensemble du territoire national en vue d’assurer l’organisation des élections libres, justes, transparentes et crédibles ;
- Mobiliser la société civile et coordonner les activités liées à l’éducation électorale et au civisme ;
- Contribuer à l’élaboration du cadre juridique relatif au processus électoral.